# ۲۳ آبان
۲۳ آبان دویست و سی و نهمین روز سال در گاه‌شماری خورشیدی است. به پایان سال ۱۲۶ روز (۱۲۷ روز در سال کبیسه) باقی‌است.

## رویدادها
- ۱۳۳۹ - باشگاه فوتبال داماش گیلان پروانه بهره برداری دریافت کرد
- ۱۳۷۵ - سیل ۱۳۷۵ شمال ایران
- ۱۳۹۸ - رقابت ۲۳ آبان ۱۳۹۸ تیم ملی فوتبال ایران با تیم ملی فوتبال عراق در مرحله مقدماتی جام جهانی فوتبال ۲۰۲۲ (آسیا) و مرحله مقدماتی جام ملت‌های آسیا ۲۰۲۳
- ۱۴۰۰ - زمین‌لرزه ۱۴۰۰ هرمزگان

## زادروزها
- ۱۳۲۸ - غلامحسین لطفی، نویسنده
- ۱۳۴۷ - آتنه فقیه‌نصیری، بازیگر
- ۱۳۵۳ - نعیمه نظام‌دوست، بازیگر
- ۱۳۶۰ - مهدی یراحی، خواننده و آهنگساز
- ۱۳۶۳ - حسین مهری، بازیگر
- ۱۳۷۰ - امیر محمدی، کشتی‌گیر آزادکار

## درگذشت‌ها
- ۱۳۴۵ - سعید نفیسی، نویسنده و شاعر (ز. ۱۲۷۴)
- ۱۳۹۳ - مرتضی پاشایی، خواننده و موسیقی‌دان (ز. ۱۳۶۳)
- ۱۳۹۷ - وحید مظلومین، یک بازاری اهل ایران و ملقب به سلطان سکه که اعدام شد
- ۱۳۹۸ - مسعود مولوی، دانش آموخته مهندسی عمران که توسط ماموران وزارت اطلاعات ایران

ترور شد
- ۱۴۰۳ - هاشم کلاهی-کشتی گیر
- ۱۴۰۳ - کیانوش سنجری